# Weng
Weng è un comune tedesco di 1 392 abitanti, situato nel land della Baviera.